# Nic nie boli, tak jak życie
Nic nie boli, tak jak życie – jedenasty studyjny album zespołu Budka Suflera, wydany w 1997, będący do tej pory największym komercyjnym sukcesem zespołu.
Album sprzedał się w nakładzie ponad miliona egzemplarzy.
Kompozycje są autorstwa Romualda Lipki i Krzysztofa Cugowskiego. Po jednym utworze napisali też Marek Raduli i Mieczysław Jurecki. Autorami tekstów są Tomasz Zeliszewski i Andrzej Mogielnicki.

## Historia powstania
Komercyjna porażka albumu Noc sprawiła, że zespołowi groził rozpad. Jerzy Janiszewski w tej sytuacji zaproponował nagranie albumu z coverami utworów wybitnych polskich artystów. Realizacji doczekał się jednak tylko „Sur le pont d’Avignon” z tekstem Baczyńskiego, wcześniej wykonywany przez Ewę Demarczyk. Pozostałe planowane wtedy utwory trafiły na solowy album Cugowskiego, Integralnie, natomiast Budka Suflera postanowiła nagrać album z nowym materiałem.
Pierwszym nagranym utworem był „Jeden raz”, konwencjonalna ballada rockowa z tekstem Zeliszewskiego. Ponieważ zespół nie miał jeszcze gotowych innych kompozycji, a stacje radiowe dość chętnie emitowały „Jeden raz”, wybrano go na utwór promujący nowy album. Powstał teledysk, zrealizowany przez Leszka Mądzika i nakręcony w Egipcie. Na okładce pierwszego wydania albumu znalazł się motyw piramidy i adnotacja, że wydawnictwo zawiera przebój „Jeden raz”.
Znacznie większym powodzeniem cieszyło się „Takie tango”, będące melodyjną, pop-rockową kompozycją. Powstała w sposób typowy dla Lipki – w krótkim czasie, przy pomocy domowego pianina. Pomimo utrzymania w metrum 4/4, utwór nie ma nic wspólnego z tangiem. Autorem słów jest Andrzej Mogielnicki, który podjął się współpracy z zespołem po raz trzeci, po nieporozumieniach związanych z Nocą.
Pozostałe utwory mają charakter bądź rockowy („Radio taxi”, „Głodny”, „Bez aplauzu”), bądź popowy („Strefa półcienia”, „Szukamy się”). Album zamyka natomiast „Nowa wieża Babel” – pieśń symfoniczna, do której tekst napisał Mogielnicki.
Album pierwotnie miał nosić tytuł zaczerpnięty z „Takiego tanga”, jednak Lipko odrzucił ten pomysł, wybierając zamiast tego inny utwór. Planowano również, że oprócz Mogielnickiego teksty utworów napisze Bogdan Olewicz, jednak później odrzucono je, ponieważ – jak wyjaśnił Lipko – wydawały się zbyt poważne i nie pasowały do albumu.

## Recepcja
„Takie tango” jako jeden z trzech utworów Budki Suflera osiągnęło 1. miejsce na liście przebojów Programu Trzeciego. W sumie singel utrzymał się na liście przez 31 tygodni i zdobył 447 punktów, co stanowi największy sukces zespołu związany z tą listą. Pozostałe utwory z albumu odnotowane na LP3 to „Strefa półcienia” (10. miejsce, 11 tygodni), „Jeden raz” (22. miejsce, 9 tygodni) i „Nowa wieża Babel” (10. miejsce, 14 tygodni).

## Lista utworów
Źródło
| Nr  | Tytuł utworu                          | Muzyka                        | Tekst               | Długość |
| --- | ------------------------------------- | ----------------------------- | ------------------- | ------- |
| 1.  | „Takie tango”                         | Romuald Lipko                 | Andrzej Mogielnicki | 4:38    |
| 2.  | „Radio taxi”                          | R. Lipko i Krzysztof Cugowski | A. Mogielnicki      | 4:56    |
| 3.  | „Jeden raz”                           | R. Lipko                      | Tomasz Zeliszewski  | 4:15    |
| 4.  | „Gdzie jest ta krew”                  | R. Lipko i K.Cugowski         | T. Zeliszewski      | 4:55    |
| 5.  | „Strefa półcienia”                    | R. Lipko                      | A. Mogielnicki      | 4:58    |
| 6.  | „Głodny”                              | R. Lipko i K. Cugowski        | A. Mogielnicki      | 5:17    |
| 7.  | „Nic nie boli, tak jak życie”         | R. Lipko i K. Cugowski        | A. Mogielnicki      | 5:09    |
| 8.  | „Szukamy się”                         | R. Lipko i K. Cugowski        | T. Zeliszewski      | 4:13    |
| 9.  | „Przegrywać czasem to normalna rzecz” | R. Lipko                      | A. Mogielnicki      | 5:22    |
| 10. | „Bez aplauzu”                         | Marek Raduli                  | T. Zeliszewski      | 4:03    |
| 11. | „Po tej stronie nadziei”              | Mieczysław Jurecki            | T. Zeliszewski      | 3:12    |
| 12. | „Nowa Wieża Babel”                    | R. Lipko                      | A. Mogielnicki      | 4:23    |
|     |                                       |                               |                     | 55:21   |

## Twórcy
Źródło

### Skład podstawowy
- Krzysztof Cugowski – śpiew
- Mieczysław Jurecki – gitara basowa
- Romuald Lipko – instrumenty klawiszowe
- Marek Raduli – gitara
- Tomasz Zeliszewski – perkusja

### Skład dodatkowy
- Ewa Brachun – chórek
- Aleksandra Chludek – chórek
- Zbigniew Fil – instrumenty smyczkowe
- Piotr Pieniak – instrumenty smyczkowe
- Katarzyna Pysiak – chórek
- Elżbieta Stopa – instrumenty smyczkowe
- Krzysztof Stopa – instrumenty smyczkowe